# سروایور سریز (۲۰۲۱)
سروایور سریز (به انگلیسی: Survivor Series) یک رویداد غیر رایگان (Pay-Per-View) در کشتی حرفه‌ای است که توسط کمپانی دبلیودبلیوئی و برای هر دو برند راو و اسمک‌داون تهیه می‌شود و این دوره‌اش هم در ۲۱ نوامبر ۲۰۲۱ و در بارکلیز سنتر شهر بروکلین، ایالت نیویورک برگزار شد. این رویداد سی و پنجمین رویداد با نام سروایور سریز بود.
هفت مسابقه برگزار شد که یکی از آنها در کیک-آف (پری-شو) بود. در مسابقه اصلی رومن رینز در مقابل بیگ ای به پیروزی رسید. برند راو در هر دو مسابقه زنان و مردان سروایور سریز برنده شد. شینسوکه ناکامورا، قهرمان کمربند بین قاره‌ای هم در مقابل دیمین پیریس، قهرمان کمربند ایالات متحده به پیروزی رسید. همچنین قهرمان کمربند زنان راو، بکی لینچ، قهرمان کمربند زنان اسمک‌داون، شارلوت فلر را شکست داد. تیم آرکی-برو هم برادران اوسوز را شکست دادند تا برند راو با نتیجه ۲-۴ (با مسابقه بتل رویال ۲-۵) برند اسمک‌داون را شکست دهد.

## زمینه‌سازی
سروایور سریز شامل مسابقاتی بین دشمنی‌های موجود، ماجراهای پیش آمده و استوری‌هایی خواهد بود که پیش از این در برنامه‌های را و اسمَک‌دَون پخش شده بود. کشتی‌گیرها با توجه به مسابقات یا سری اتفاقاتی که برایشان رخ می‌دهد و تنش را به حداکثر می‌رساند، نقش منفی یا قهرمان به خود می‌گیرند و در این رویداد به مسابقه و رقابت می‌پردازند.

## نتایج
| #                                                                                                 | نتایج | نوع مسابقه                                                                         | مدت زمان |
| ------------------------------------------------------------------------------------------------- | --- | ---------------------------------------------------------------------------------- | -------- |
| ۱پ                                                                                                | شینسوکه ناکامورا (قهرمان کمربند بین قاره‌ای اسمک‌داون) (با همراهی ریک بوگز) پیروز در مقابل دیمین پیریس (قهرمان کمربند ایالات متحده راو) با سلب صلاحیت                                                          | مسابقه تک نفره قهرمان در مقابل قهرمان                                              | ۹:۲۵     |
| ۲                                                                                                 | بکی لینچ (قهرمان کمربند زنان راو) در مقابل شارلوت فلر (قهرمان کمربند زنان اسمک‌داون) | مسابقه قهرمان در مقابل قهرمان                                                      | ۱۸:۱۵    |
| ۳                                                                                                 | تیم راو (سث رالینز، فین بلر، کوین اونز، آستین تئوری و بابی لشلی) (با همراهی ام‌وی‌پی) پیروز در مقابل تیم اسمک‌داون (درو مکینتایر، جف هاردی، پادشاه وودز، کوربین خوشحال و شیمس) (با همراهی مت‌کپ‌ماس و ریدج هالند) | مسابقه پنج به پنج سنتی سروایور سریز مردان                                          | ۳۰:۰۰    |
| ۴                                                                                                 | اوماس پیروز در مقابل ریکوشی | مسابقه بتل رویال ۲۵ نفره به مناسبت بیست و پنجمین سالگرد ورود د راک به دبلیودبلیوئی | ۱۰:۴۵    |
| ۵                                                                                                 | آرکی-برو (رندی اورتن و ریدل) (قهرمانان تگ تیم راو)پیروز در مقابل د اوسوز (جی اوسو و جیمی اوسو) (قهرمانان تگ تیم اسمک‌داون)                                                                                    | مسابقه تگ تیم قهرمان در مقابل قهرمان                                               | ۱۴:۵۰    |
| ۶                                                                                                 | تیم راو (بیانکا بلر، ریا ریپلی، لیو مورگان، کارملا و ملکه زلینا) پیروز در مقابل تیم اسمک‌داون (ساشا بنکس، شینا بیزلر، شاتزی، ناتالیا و تونی استروم)                                                           | مسابقه پنج به پنج سنتی سروایور سریز زنان                                           | ۲۳:۴۵    |
| ۷                                                                                                 | رومن رینز قهرمان کمربند یونیورسال با همراهی (پاول هیمن) پیروز در مقابل بیگ ای قهرمان کمربند دبلیودبلیوئی | مسابقه قهرمان در مقابل قهرمان                                                      | ۲۱:۵۵    |
| - (c) – نشان‌دهنده قهرمان(هایی) است که به میدان می‌روند - پ – نشان‌دهنده این است که مسابقه در پری–شو | |                                                                                    |          |

## موضوعات مرتبط
- دبلیودبلیوئی سروایور سریز
- فهرست قهرمانان کنونی دبلیودبلیوئی
- سروایور سریز (۲۰۲۰)
- سامر اسلم (۲۰۲۱)
- کراون جول (۲۰۲۱)
- اکستریم رولز (۲۰۲۱)